# 张黄元
张黄元（1963年1月—），男性，汉族，河南新安人，中华人民共和国政治人物。1979年10月参加工作，1986年4月加入中共，青海师范大学干部培训部秘书专修科毕业。曾任青海省农牧厅厅长，青海省人民政府秘书长，现任青海省人大常委会副主任。

## 简历
1989年8月至1996年7月，历任黄南藏族自治州委组织部干部、干部科科长、州委组织部副部长、组织部副部长兼州直属机关工委书记。
1996年7月，任黄南藏族自治州委组织部部长；1997年11月，任中共尖扎县委书记；2001年2月，任中共果洛藏族自治州委常委、组织部部长；2002年4月，任中共果洛藏族自治州委副书记；
2007年7月，任青海省劳动和社会保障厅副厅长；2009年5月，任青海省人力资源和社会保障厅副厅长(2009年3月到2010年1月，在中央党校中青班学习)；2011年2月，任青海省农牧厅厅长；
2017年2月，任青海省政府办公厅主任；2017年3月，任青海省人民政府秘书长、办公厅主任。
2021年2月，当选青海省人大常委会副主任。